# Paulo Campos
Paulo Luiz Campos, detto Paulo Campos (Niterói, 20 febbraio 1957), è un allenatore di calcio brasiliano.
Ha costruito la propria carriera lontano dal paese natìo, lavorando prevalentemente in Africa e in Asia, con sporadici ritorni in Brasile. Ha totalizzato 44 panchine nella massima serie brasiliana.

## Carriera
Nato nello stato di Rio de Janeiro, si trasferì in Africa all'inizio degli anni 1980, accettando l'offerta del Calabar Rovers, squadra della seconda divisione nigeriana. Ottenne la promozione in massima serie nel 1981. Dopo un'annata in tale competizione, Campos lasciò il continente africano per l'Asia, allenando in Kuwait. Nel 1985 tornò in Brasile per allenare il São Cristóvão. Prese parte al Campionato Carioca con il Friburguense, e nel 1986 sedette sulla panchina della Nazionale liberiana, seppur per un breve periodo. Nel 1988 entrò a far parte dello staff del Ghana Under-17, e l'anno successivo guidò i pari età del Kuwait. Con l'Al-Shabab fece ritorno al calcio saudita, cui già era approdato nel 1987 con l'Ohud. Nel 1992 fu nominato commissario tecnico della Nazionale maggiore kuwaitiana, e rimase in carica sino al 1993, partecipando alle qualificazioni per la Coppa d'Asia 1992. Rimase poi dal 1993 al 1996 in Arabia Saudita, dapprima con l'Al-Ahli e in seguito con l'Al-Ittihad di Gedda. Nel 1999 si incaricò della guida tecnica del Botafogo di Rio de Janeiro, ma non arrivò a dirigere il club in Série A. Dopo ulteriori esperienze in Arabia Saudita e in Qatar, nel 2001 tornò ad allenare una selezione nazionale: fu difatti selezionato dalla Federazione calcistica del Qatar quale CT della Nazionale maggiore. Nel 2002 affiancò Vanderlei Luxemburgo sulla panchina del Palmeiras, mentre nel 2003 ebbe una fugace occasione di allenare una rappresentativa del Brasile: con l'Olimpica difatti sostituì Valinhos per l'ultimo incontro dei Giochi Panamericani del 2003, la finale del 15 agosto contro l'Argentina Olimpica. La sconfitta per 1-0 fece sì che il Brasile vincesse la medaglia d'argento. Nello stesso 2003 iniziò un periodo di lavoro in patria, accettando le offerte di società minori quali Iraty, Paraná, Paysandu e Vila Nova. Nel 2005, con l'arrivò di Luxemburgo al Real Madrid, divenne il suo vice sulla panchina della compagine spagnola. Nel 2006 fece parte dello staff del Fluminense, ma la sua esperienza fu breve. Nel marzo 2008 firmò per i greci dell'Atromitos, ma prima del termine dell'anno passò al Criciúma. Trasferitosi in Sudan, vinse il titolo nazionale con l'Al-Hilal Omdurman. Il 1º settembre 2010 ha debuttato sulla panchina del Resende contro il Bangu. Nell'agosto 2011 è subentrato a Valdir Espinosa sulla panchina del Duque de Caxias nella Série B brasiliana.

## Palmarès

### Allenatore

#### Competizioni nazionali
- Seconda divisione nigeriana: 1

Calabar Rovers: 1981
- Campionato saudita: 1

Al-Shabab: 1991
- Coppa del Principe della Corona del Qatar: 1

Al-Rayyan: 2001
- Sudan Premier League: 2

Al-Hilal: 2009, 2010
- Sudan Cup: 1

Al-Hilal: 2009

#### Competizioni statali
- Campionato Paraense: 1

Paysandu: 2005
- Copa Rio: 1

Resende: 2014